# شعب هدية
شعب هدية (بالإنجليزية: Hadiya People)‏ هي مجموعة عرقية في جنوب وجنوب غرب إثيوبيا ويتكلمون بلغة الهدية وهي إحدى اللغات الأفروآسيوية.

خريطة الشعوب الأثيوبية